# Grand Prix of Donetsk
Der Grand Prix of Donetsk war ein ukrainisches Eintagesrennen im Straßenradsport. Es wurde jährlich von 2008 bis 2013 in der Großregion Ostukraine ausgetragen. Es war Teil der UCI Europe Tour in Kategorie 1.2.
Vermutlich aufgrund der völkerrechtswidrigen Annexion der Krim 2014 durch Russland und dem anschließenden  russischen Krieg in der Ostukraine wurde das Rennen nicht mehr ausgetragen.

## Sieger
| Jahr | Sieger                                                           | Zweiter                                                          | Dritter                                                          |
| ---- | ---------------------------------------------------------------- | ---------------------------------------------------------------- | ---------------------------------------------------------------- |
| 2008 | Denys Kostyuk                                                    | Jurij Agarkow                                                    | Dmytryj Krywzow                                                  |
| 2009 | Mart Ojavee                                                      | Sergei Kolesnikov                                                | Volodymyr Rybin                                                  |
| 2010 | Vitaliy Popkov                                                   | Dmitri Pusanow                                                   | Adriano Angeloni                                                 |
| 2011 | Jurij Agarkow                                                    | Mychajlo Kononenko                                               | Dmytro Kosyakov                                                  |
| 2012 | Ilnur Zakarin                                                    | Volodymyr Gomenyuk                                               | Dmytro Kosyakov                                                  |
| 2013 | Anatolij Pachtussow                                              | Mychajlo Kononenko                                               | Maxim Pokidov                                                    |
| 2014 | keine Austragung – Absage wegen Annexion der Krim durch Russland | keine Austragung – Absage wegen Annexion der Krim durch Russland | keine Austragung – Absage wegen Annexion der Krim durch Russland |